# Arta cretano-miceniană

## Creta
În paralel cu civilizațiile egipteană și mesopotamiană, la răsăritul Marii Mediteraneene se dezvoltă civilizația cretană. Creta este o insulă așezată la distanțe egale de Europa-Asia-Africa (Egipt). Datorită poziției sale geografice, civilizația cretană va primi influențe atât din partea Egiptului, cât și a Mesopotamiei. La rândul ei, Creta va avea o mare contribuție la formarea culturii și artei grecești. Dezvoltarea civilizației cretane este legată de înflorirea orașelor, fiind o civilizație urbană. Orașe precum Cnossos, Phaistos, Haggia-Triada, Gurnia sunt printre cele mai bogate, datorită dezvoltării meșteșugurilor și comerțului. Din punct de vedere religios, din informațiile păstrate, se poate afirma că religia lor era politeistă. Din lipsă de date, nu se poate preciza nici numărul, nici numele zeităților cretane. Probabil că cele mai importante erau zeitățile feminine, ca simboluri ale fertilității și regenerării naturii, și taurul, ca animal sfânt. Ritualurile religioase se desfășurau în aer liber, în mici capele sau în anumite săli din palatul regal. Civilizația cretană atinge maximul de înflorire între secolele XVI-XV î.Hr.
Palatul cretan este cea mai importantă construcție din cadrul arhitecturii cretane. El reprezintă centrul administrativ al orașului, este reședința regală și probabil centru religios. De mari dimensiuni, desfășurându-se pe verticală pe 1-2 etaje, palatul este așezat pe o colină, planul său urmărind configurația terenului. Este înconjurat la exterior de ziduri din cărămidă, dar nu are aspect de fortăreață ca palatul mesopotamian. Datorită poziției favorabile a insulei și reliefului ei stâncos, nu se vor construi ziduri groase de apărare, căci primejdia unor invazii exterioare este mică și, ca atare, accentul nu cade pe elemente de fortificație. Palatul este deschis spre peisaj prin numeroase logii și terase, ce permit locuitorilor lui să admire natura. În construcția palatului se pune accentul pe confort, atât prin facilitățile oferite locuitorilor, cât și prin picturi, reliefuri, coloane colorate ce îl împodobesc spre delectarea locuitorilor. Planul palatului este unul foarte complicat, labirintic, de formă neregulată. În funcție de necesități și urmărind configurația terenului, acest plan poate fi mărit prin adăugarea ulterioară a numeroaselor spații. Palatul cuprinde una sau mai multe curți interioare, din care una este centrală (52 X 25 m), în jurul căreia sunt dispuse camerele foarte numeroase, coridoare întortocheate ca niște labirinturi, galerii și, din loc în loc, terase și logii.